# هاري كونوتون
هاري كونوتون (بالإنجليزية: Harry Connaughton)‏ هو لاعب كرة قدم أمريكية أمريكي، ولد في 6 يونيو 1905 في فيلادلفيا في الولايات المتحدة، وتوفي في 11 أغسطس 1969 في براهام في الولايات المتحدة.